# 国家公務員の職階制に関する法律
国家公務員の職階制に関する法律（こっかこうむいんのしょっかいせいにかんするほうりつ、昭和25年5月15日法律第180号）は、国家公務員の職階制に関する日本の法律である。

## 概要
国家公務員法（昭和22年法律第120号）第29条の規定に基き、同法第2条に規定する一般職に属する官職に関する職階制を確立し、官職の分類の原則及び職階制の実施について規定し、もつて公務の民主的且つ能率的な運営を促進することを目的として1950年（昭和25年）に制定された法律である。
法律の制定から職階制は実際には導入されることなく、能力等級制の導入によって2009年（平成21年）4月1日に廃止された。

## 構成
- 第一章　総則（第1条―第4条）
- 第二章　職階制の根本原則（第5条―第11条）
- 第三章　職階制の実施（第12条―第14条）
- 第四章　罰則（第15条）
- 附則